# Röyksopp
Röyksopp (pronúncia norueguesa: [ˈrœ̂ʏksɔp]) (às vezes equivocadamente escrito Royksopp ou Røyksopp) é uma dupla musical formada em 1998, e originária de Tromsø, na Noruega. Desde seu início, os dois componentes do projeto são Torbjørn Brundtland e Svein Berge.
Originalmente, Berge e Brundtland foram companheiros de escola em Tromsø. Ambos gostavam dos mesmos filmes e das mesmas músicas, além de compartilharem um interesse em eletrônica. Os dois fizeram experiências com vários estilos de música eletrônica na cena techno de Tromsø antes de seguir por caminhos distintos. Anos mais tarde, os dois se encontraram novamente e fundaram Röyksopp durante a Bergensbølgen (expressão utilizada pela imprensa para mencionar as bandas emergentes em Bergen entre 1990 e inícios dos anos 2000). O lançamento de seu álbum de estreia em 2001, Melody A.M., os consolidou na cena da música eletrônica.
Röyksopp constantemente tem feito experiências com diferentes gêneros pertencentes à eletrônica. Estilisticamente, a banda faz uso de diversos gêneros, incluindo ambiente, o house, drum and bass e sons afro-americanos. A banda também é conhecida por seus shows elaborados, que frequentemente contam com trajes excêntricos.
Desde sua estreia, o duo tem sido elogiado pela crítica e obtido relativo êxito em muitas partes da Europa. Até o presente momento, Röyksopp foi nomeado a dois prêmios Grammy, e múltiplos Spellemannprisen (Grammy da Noruega). Além disso, realizou várias turnês mundiais e produziu discos que entraram em várias listas, incluindo quatro consecutivos no topo das paradas na Noruega.
A palavra "Röyksopp" é uma variação estilizada da palavra norueguesa "røyksopp", que literalmente se traduz como "cogumelo de fumaça", em referência à classe de cogumelos conhecida como Bufa-de-lobo. Segundo a banda, a palavra também faz uma referência à nuvem de cogumelos resultante de explosões atômicas.

## Discografia

### Álbuns de estúdio
- 1995: The travellers’ dream (com o nome de Aedena Cycle)
- 2001: Melody A.M.
- 2005: The Understanding
- 2009: Junior
- 2010: Senior
- 2014: Do It Again (EP com Robyn)
- 2014: The Inevitable End
- 2022: Profound Mysteries I
- 2022: Profound Mysteries II
- 2022: Profound Mysteries III

### Compilações
- 2007: Back to mine
- 2013: Late Night Tales

### Ao vivo
- 2006: Röyksopp's Night Out

### Singles
- 2001: So easy
- 2001: Eple
- 2001: Poor Leno
- 2002: Remind me
- 2003: Sparks (com Anneli Drecker)
- 2005: Follow my Ruin
- 2005: Only This Moment
- 2005: 49 Percent
- 2005: Curves
- 2005: What Else Is There (com Karin Dreijer Andersson)
- 2009: Happy Up Here
- 2009: The Girl and The Robot (com Robyn)
- 2010: The Drug
- 2011: Forsaken Cowboy
- 2013: Ice Machine (Godlike Edit)
- 2013: Running to the Sea / Something in My Heart
- 2014: Do It Again (com Robyn)
- 2014: Sayit (com Robyn)
- 2014: Monument (com Robyn)
- 2014: Skulls
- 2014: Sordid Affair
- 2015: I Had This Thing
- 2016: Never Ever
- 2019: To minutter
- 2022: (Nothing But) Ashes
- 2022: The Ladder
- 2022: Impossible
- 2022: This Time, This Place…
- 2022: Breathe
- 2022: If You Want Me
- 2022: Sorry
- 2022: Unity
- 2022: Let's Get It Right